# Casa Lluís Plandiura
Casa Lluís Plandiura és una obra del municipi de la Garriga (Vallès Oriental) inclosa en l'Inventari del Patrimoni Arquitectònic de Catalunya.

## Descripció
Edifici civil com a habitatge unifamiliar entre parets mitgeres. Consta de planta baixa i dos pisos. Les obertures estan encerclades amb aplacats de terracotta. A les llindes hi ha esgrafiats motius florals. Els vessants d'aigua els balcons són angulars, en forma de frontó.

## Història
Es tracta de la reforma d'una antiga casa de planta baixa i dos pisos.
És la primera obra de l'arquitecte Duran i Reynals a La Garriga. Destaquen els elements florals del renaixement italià a manera de plaques de terracota.